# Bruce Springsteen
Bruce Frederick Joseph Springsteen, även kallad The Boss, född den 23 september 1949 i Long Branch i New Jersey, är en amerikansk rockmusiker, sångare, gitarrist och låtskrivare.
Springsteen har gett ut 25 album som sålts i över 140 miljoner exemplar, och de flesta har blivit kritikerrosade med ett par undantag i början av 1990-talet. Han har under sina turnéer för det mesta spelat tillsammans med bandet E Street Band men han har även turnerat ensam och med andra musiker. Springsteen har i sina låttexter tagit pulsen på det amerikanska samhället och visat på dess svagheter, där de utsatta människor som hamnat på baksidan av den amerikanska drömmen sällan kan ta sig ur sitt elände. En del låtar handlar även om hans egen uppväxt i New Jersey och om brusten kärlek. Låtarna har en stor variation mellan glada rocklåtar och vemodiga och nedstämda ballader. Bland Springsteens utmärkelser finns en Oscar (1993), Polarpriset (1997) och en plats i Rock and Roll Hall of Fame (1999).

## Biografi

### Familj
Bruce Springsteen föddes på Monmouth Memorial Hospital i Long Branch i New Jersey och växte upp i Freehold i en amerikansk arbetarklassfamilj tillsammans med fadern Douglas (1924-1998), modern Adele Zirilli (1925-2024) och systrarna Virginia och Pamela.
Fadern arbetade som bussförare och modern som sekreterare. Springsteen blev uppfostrad som katolik.
Springsteen gifte sig den 13 maj 1985 med fotomodellen och skådespelerskan Julianne Phillips. I augusti 1988 ansökte Phillips om skilsmässa vilken sedan blev officiell i mars 1989. Den 8 juni 1991 gifte Springsteen om sig med Patti Scialfa, en av medlemmarna i E Street Band, efter att de varit tillsammans i tre år. Tillsammans med Patti Scialfa har han barnen Evan James (son, född 25 juli 1990), Jessica Rae (dotter, född 30 december 1991) och Sam Ryan (son, född 5 januari 1994). Jessica är en hoppryttare som tog ett silver i lagtävlingen tillsammans med det amerikanska laget i OS 2020.

## Karriär

### 1960- och 1970-talen
Springsteen fick sina tidiga musikaliska influenser från psykedelisk rock och Motown, bland annat från Sam and Dave.
Efter high school flyttade Springsteen till New York för att försöka slå igenom med folkmusik. När inte det lyckades återvände han till Asbury Park i New Jersey, där han spelade med The Castiles (1965–1968), The Earth (1968–1969), Steel Mill (1969–1971) och Dr Zoom And The Sonic Boom (1971).
När Springsteen blev inkallad till att tjänstgöra i Vietnamkriget ska han tagit avstånd från detta genom att antyda psykiska problem. Hans pappa hade svårt att acceptera detta och det tog honom flera år att förlåta sin son för att inte göra sin plikt för landet.
1971 bildade Springsteen The Bruce Springsteen Band som han spelade med till 1972, och 1974 bildades Bruce Springsteen & The E Street Band.
1973 gav Springsteen ut två album, Greetings From Asbury Park, N.J. och The Wild, The Innocent & The E Street Shuffle. Skivorna blev kritikerrosade och The Wild, The Innocent... utsågs till "Årets bästa album" av musiktidningen Rolling Stone. Efter en konsert den 9 maj 1974 i Boston i Massachusetts, fällde The Real Paper-krönikören Jon Landau det klassiska uttalandet Jag såg rockens framtid och dess namn är Bruce Springsteen.

Trots att de två första skivorna blev kritikerrosade sålde de inte i någon större omfattning. I januari 1975 gav sig bandet ut på turné och två månader senare gick de in i studion för att spela in albumet Born to Run. Springsteen fick problem redan med den första låten de spelade in, "Thunder Road", så han kallade in Jon Landau som fick ge synpunkter på låten. Springsteen tog till sig synpunkterna och Jon Landau var sedan med och producerade hela skivan. Ett långt samarbete med Jon Landau hade därmed inletts och Landau blev slutligen Springsteens manager och skivproducent.
Born to Run blev Springsteens stora genombrott. Den 27 oktober 1975 hamnade han på Time Magazines och Newsweeks förstasidor. Samarbetet mellan Springsteens och Landau sågs dock inte med blida ögon av hans dåvarande manager Mike Appel på skivbolaget CBS. Appel hävdade att han ägde rättigheterna till Springsteens låtar. Under den tvist som följde fick inte Springsteen spela in skivor. Istället turnerade han i princip oavbrutet i två år. När det väl löste sig gick han in i studion igen och påbörjade arbetet med ett nytt album.
1978 släpptes albumet Darkness on the Edge of Town. Albumet var mörkare än Born to Run och Springsteen sjöng om familjeförhållanden och orättvisor. Hans politiska och livsfilosofiska åsikter speglas i de flesta av låttexterna och många fans anser att detta är Springsteens genom tiderna bästa album. Låtar som "Badlands" och "The Promised Land" är två av de mest spelade låtarna på hans konserter de följande decennierna. Den efterföljande turnén begränsade sig till USA och Kanada. Springsteen blev känd för sina energiska konserter och drog fulla hus var han än spelade.

### 1980-talet

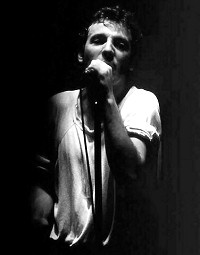
Bruce Springsteen uppträder i Drammenshallen i Norge i maj 1981.

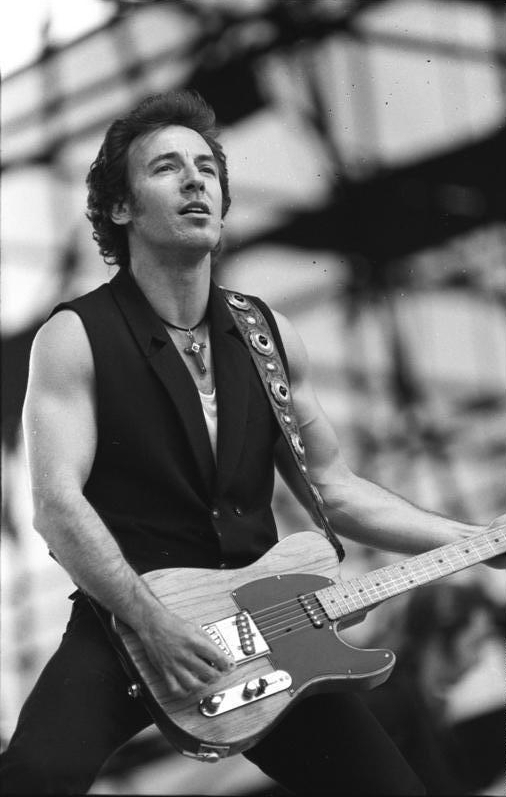
Bruce Springsteen under en konsert i Östberlin den 19 juli 1988.

The River släpptes 1980 och med det albumet vände sig Springsteen till den breda massan. "Hungry Heart" blev hans första stora hitsingel och det sägs att han skrev låten för The Ramones men att Jon Landau övertalade honom att behålla den för sig själv. Rocklåtarna blev mer renodlade och detta fortsatte även på albumet Born in the USA 1984 som blev hans största försäljningsframgång. Titellåten "Born in the USA" var en samhällskritisk skildring av USA och Vietnamkriget, vilket missförstods av president Ronald Reagan som använde låten i sin valkampanj. "Dancing in the Dark" blev den största hiten på albumet och i videon till låten dansar Courteney Cox med Springsteen. Detta inslag använde han sig av på den efterföljande turnén när en ung flicka på varje konsert fick komma upp på scenen för att dansa med honom.
Mellan The River och Born in the USA släpptes Nebraska 1982, ett soloalbum där Springsteen endast ackompanjerades av gitarr och munspel. Albumet fick positiv respons, men han gav sig inte ut på turné förrän Born in the USA hade släppts.
Trippel-CD:n (fem lp-skivor) Bruce Springsteen & E Street Band Live 1975-1985 blev en summering av Springsteens karriär så långt. Liveskivan speglade några av de egenskaper som var specifika för hans konserter; de stora variationerna i låtarna, svängningarna mellan vemodiga ballader och häftiga rocklåtar, samklangen med publiken, de långa, personliga talen mellan låtarna om bland annat hans relation till sin far, och den instrumentala kraften hos E Street Band.
1984 kom Patti Scialfa med i E Street Band och 1985 gifte Springsteen sig med Julianne Phillips. Dessa två kvinnor är de som haft störst betydelse för hans privata liv. 1985 deltog han även i låten "We are the World" som var en del av välgörenhetsprojektet USA for Africa där han bland annat sjunger en duett med Stevie Wonder.
Äktenskapet med Phillips kom i gungning i ett tidigt skede och i oktober 1987 släpptes albumet Tunnel of Love som till stor del handlar om relationer mellan män och kvinnor. Under Tunnel of Love-turnén blev Springsteen och Scialfa ett par, vilket uppmärksammades väl i media eftersom Springsteen och Phillips då ännu inte hade gått ut med att de separerat. Den 19 juli 1988, i samband med Tunnel of Love-turnén, gav han konsert i Weißensee i Östberlin.

### 1990-talet
Springsteen upplöste E Street Band 1989 och började en period med olika kompband både på skivor och på turnéer. 1992 släppte han två album samtidigt, Human Touch och Lucky Town. Många fans anser att det är de två svagaste skivorna Springsteen har gett ut och försäljningssiffrorna var måttliga. De enda medlemmarna från E Street Band som medverkade på dessa album var Roy Bittan, som medverkade till att skriva musiken på ett antal låtar på de båda albumen, och Patti Scialfa.
Springsteen tog till sig fansens besvikelse vilket han gav uttryck för när han blev invald i Rock and Roll Hall of Fame 1999. Han passade då också på att tacka sin far med en tydlig anspelning på albumen Human Touch och Lucky Town.
En konsert i MTVs serie Unplugged gavs ut på skiva. Unplugged-idén är ursprungligen att spela in akustiska konserter med band som annars är "elektriska", men då detta koncept i Springsteens fall inte skulle vara särskilt unikt gjorde han istället tvärtom; skivan fick helt enkelt namnet (MTV) Plugged och är en intim och varm inspelning med klubbkänsla, och innehåller flera livetolkningar som inte finns på andra skivor förutom den just då aktuella repertoaren från Lucky Town/Human Touch.
1995 återförenades E Street Band för inspelningen av extramaterial på albumet Greatest Hits. Inspelningen dokumenterades på DVD:n Blood Brothers. Strax därefter släppte Springsteen The Ghost of Tom Joad, ett akustiskt soloalbum som inte mottogs lika positivt av kritikerna som hans första soloalbum Nebraska.
1998 gavs en föraning om en återförening av E Street Band när albumet Tracks släpptes, ett album med fyra CD-skivor. Året efter släpptes 18 Tracks. 1999 kom den officiella återföreningen av E Street Band och de gav sig ut på en stor världsturné som varade i över ett år och avslutades med tio utsålda konserter i Madison Square Garden i New York. Turnén resulterade i en TV-inspelad konsert med tillhörande DVD och album som släpptes 2001, Live in New York City.

### 2000-talet
2002 släppte Springsteen sitt första album med E Street Band på 18 år, The Rising, som producerades av Brendan O'Brien. Albumet, som till största delen var en reflektion över 11 september-attackerna, rosades av såväl kritiker som fans och betraktades som Springsteens "återkomst". Titellåten "The Rising" spelades mycket i radio och albumet blev hans bäst säljande på 15 år. En stor turné inleddes och även om hans popularitet hade sjunkit på många ställen i USA behöll han fortfarande greppet om fansen efter kusterna. Bland annat satte han försäljningsrekord när han spelade tio utsålda konserter på utomhusarenan Giants Stadium i New Jersey.
Under dessa konserter tackade Springsteen alla fans som kommit långväga och som besökte flera av konserterna. Den sista konserten avslutade han med "Jersey Girl", en låt av Tom Waits som är mycket populär i New Jersey. Risingturnén avslutades med tre utsålda konserter på Shea Stadium i New York. Springsteen blev av med sin poliseskort efter den andra kvällen sedan han spelat "American Skin (41 Shots)", en låt som skrevs efter en verklig händelse då polisen sköt en svart man. Bob Dylan var överraskningsgäst på konserten och de båda framförde låten Highway 61 Revisited tillsammans.
Under 2000-talet har Springsteen varit en ambassadör för New Jersey och för att åter ge liv åt Asbury Park. Han har hållit årliga julkonserter där för att bland annat stödja den lokala affärsrörelsen och organisationer i området. Konserterna är för det mesta riktade till de gamla trogna fansen som känner till hans tidiga låtar som till exempel "E Street Shuffle" och "Thundercrack", låtar som yngre fans inte alltid känner igen. Före sina turnéer repeterar han och bandet ofta i Asbury Park och hans mest trogna fans brukar samlas utanför för att lyssna på vad som kan bli en kommande konsert.
Vid Grammygalan 2003 spelade Springsteen The Clashs "London Calling" tillsammans med Elvis Costello, Steve Van Zandt och Dave Grohl för att hedra Joe Strummer. Springsteen och Clash betraktades under en period som rivaler om att ge ut de största skivboxarna när dubbel-LP:n The River och trippel-LP:n Sandinista! släpptes.
2004 offentliggjorde Springsteen att han och E Street Band skulle delta i den politiska Vote for Change-turnén tillsammans med John Fogerty, Dixie Chicks, R.E.M., Jurassic 5 och andra musiker. Alla konserter skulle hållas i stater som utgjorde tungan på vågen i det kommande valet för att stödja MoveOn.org och uppmana människor att rösta mot George W. Bush. Den sista konserten hölls i Washington, D.C. med många av artisterna tillsammans. Flera dagar senare höll Springsteen en liknande konsert i New Jersey när opinionsundersökningar hade visat att rösterna var väldigt jämnt fördelade. Medan Springsteen tidigare hade spelat för saker han trodde på, som till exempel mot kärnkraft, för vietnamveteraner, Amnesty International var detta första gången han spelade för att stödja en presidentkandidat, vilket ledde till både negativa och positiva omdömen. Hans låt "No Surrender" blev John Kerrys kampanjsång, men kampanjen blev ändå inte lyckosam för Kerry som förlorade valet.

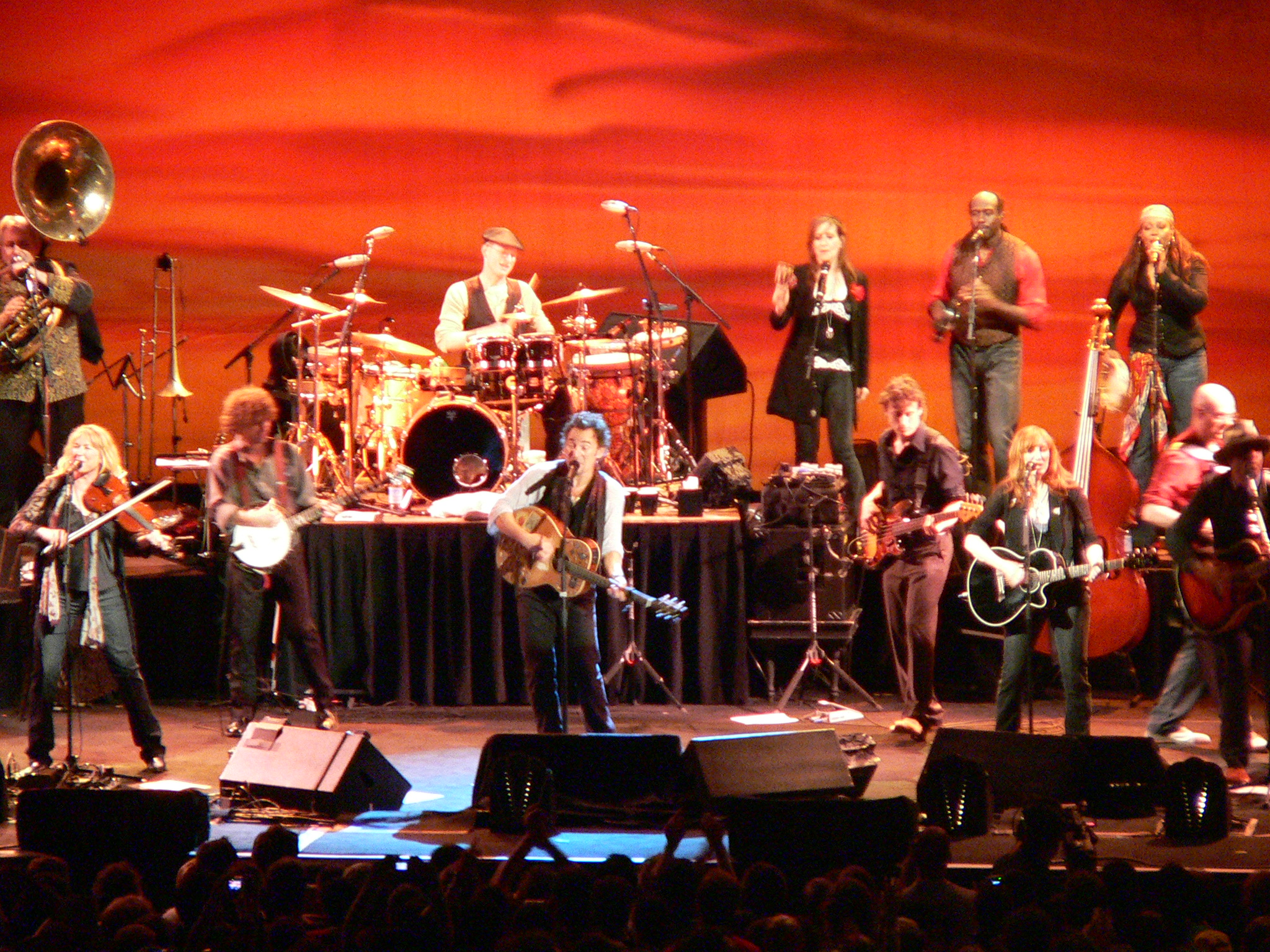
Bruce Springsteen med Seeger Sessions Band i Milano 2006.

Springsteens album Devils & Dust släpptes 26 april 2005 och spelades in utan E Street Band. Det är ett lågmält och till stora delar akustiskt album i samma anda som Nebraska och The Ghost of Tom Joad men det är fler instrument med. En del av materialet skrevs nästan tio år tidigare under, eller strax efter, Tom Joad-turnén. Springsteen hade framfört en del av låtarna tidigare men de hade aldrig släppts på skiva.
I samband med att albumet släpptes gav sig Springsteen ut på en soloturné. De flesta konserterna såldes ut på kort tid. Till skillnad från sin soloturné på 1990-talet spelade han på denna turné flera instrument, bland annat piano, elpiano, pumporgel, banjo, elgitarr, akustisk gitarr och munspel. Under en del låtar använde han sig även av synthesizer som spelades av en tekniker bakom scenen. Under turnén spelade han bland annat "Reason to Believe", "The Promised Land" och Suicides "Dream Baby Dream".
2006 kom Springsteen med We Shall Overcome: The Seeger Sessions, ett coveralbum i en helt annan stil än tidigare album. På albumet tolkar Springsteen gospel, folkmusik och blueslåtar från olika kompositörer men huvudsakligen den vänsterpolitiskt aktiva folkmusikern Pete Seeger. På albumet medverkar endast Soozie Tyrell och Patti Scialfa från E Street Band. Albumet är även olikt Springsteens andra album på så sätt att det till stor del är inspelat i informell form, ungefär som en "jam". Albumet har överlag fått mycket bra kritik, och Springsteen har med albumet hittat nya lyssnare, kanske på bekostnad av en del gamla fans. Albumet har dock sålt till guldplatta i USA med över 600 000 sålda exemplar. 
Även i samband med detta album begav sig Springsteen ut på turné; Bruce Springsteen with The Seeger Sessions Band Tour. Turnén startade i april 2006 i Asbury Park och inkluderade USA och Europa. I samband med höstturnén gavs en ny version av albumet We Shall Overcome: The Seeger Sessions ut; American Land Edition. Albumet innehåller, förutom de låtar som ingår i We Shall Overcome: The Seeger Sessions även fem extraspår, extra videoinnehåll, dokumentärinnehåll med mera. 
Både 2007 och 2009 släpptes nyinspelade studioalbum med E Street Band, Magic och Working on a Dream. Båda albumen efterföljdes av turnéer i både Nordamerika och i Europa. I slutet av 2010 släpptes albumet The Promise, en sammanställning av tidigare outgivna låtar från Darkness on the Edge of Town. Springsteens 17:e studioalbum, Wrecking Ball, gavs ut 2012, och turnén omfattade Nordamerika, Europa, Australien och Sydamerika.
I januari 2014 släpptes Springsteens 18:e studioalbum High Hopes. Den spelades in i olika studios i USA och Australien och färdigställdes under Wrecking Ball-turnén. Springsteen fick idén till albumet när han gick igenom hans outgivna låtar från det senaste decenniet. Albumet innehöll bl.a. tre covers däribland Suicides "Dream Baby Dream", och ”Just like fire would” av australiska garagerockbandet The Saints. Även en studioversion av ”American skin (41 shots)”, och en elektrisk version av "The Ghost of Tom Joad" med gitarristen Tom Morello fanns med på albumet.
I december 2015 släppte Springsteen sin hyllning till The River-albumet som firade 35 år i form av specialutgåvan The Ties That Bind – The River Collection. Där ingick 4 CD-skivor (med 52 låtar) och 3 DVD-skivor med mer än 4 timmars outgivet material, inklusive dokumentären The Ties That Bind där Springsteen berättade om arbetet bakom albumet. Året efter följde en turné i USA och i Europa; The River Tour 2016.
I september samma år släppte Springsteen sin självbiografi Born to Run. Det släpptes även ett samlingsalbum, Chapter and Verse, 23 september på hans 67:e födelsedag. Chapter and Verse bestod av 18 låtar varav 5 tidigare outgivna inspelningar från perioden innan han fick skivkontrakt. Springsteen hade själv valt låtar som reflekterade teman i Born To Run-boken och började med två låtar med The Castiles.
Den 3 oktober 2017 gjorde Springsteen debut på Broadway med sin enmans-föreställning. Alla biljetter sålde slut, och han skulle genomföra över 230 föreställningar och avslutade den 15 december 2018. Dagen efter hade den filmade inspelningen Springsteen on Broadway premiär på Netflix.
I juni 2019 släpptes hans 19:e studioalbum Western Stars, som var Springsteens första på fem år. Albumet innehöll låtar med karaktärsdrivna texter med svepande, filmiska orkesterarrangemang. Kort därefter släpptes en film där samtliga albumets 13 låtar framfördes med Springsteens berättelser, från hans lada i Colts Neck i New Jersey. Filmen hade premiär på Toronto International Film Festival i september 2019.
I oktober 2020 släpptes Springsteens 20:e studioalbum, Letter to You. Albumet innehöll tolv låtar där tre av dem var skrivna redan tidigt på 1970-talet, nämligen Janey Needs a Shooter, If I Was the Priest, och Song for Orphans. I studion fick Springsteen sällskap av Roy Bittan, Nils Lofgren, Patti Scialfa, Garry Tallent, Stevie Van Zandt, Max Weinberg, Charles Giordano och Jake Clemons. Letter To You blev första gången Springsteen spelade med E Street Band sedan The River turnén 2016.
Den 11 november 2022 släppte Springsteen sitt 21:a studioalbum, Only The Strong Survive, som innehöll 15 personliga covers av soulmusik där han bland annat hyllade Motown och Stax. De flesta av låtarna var från 1960-talet, men han gjorde även en cover på låten Nightshift av Commodores som låg på topplistorna 1985. Den 1 februari 2023, efter sex års paus från turnéer, inledde Springsteen tillsammans med E Street Band sin turné i Tampa. 24 juni nådde man Sverige och Ullevi för den första av tre spelningar.
Den 27 juni 2025 släpptes sju tidigare outgivna album som samlingsboxen "Tracks II: The Lost Albums". Boxen innehåller hela 83 låtar inspelade mellan åren 1983 och 2018.

## Musikstil

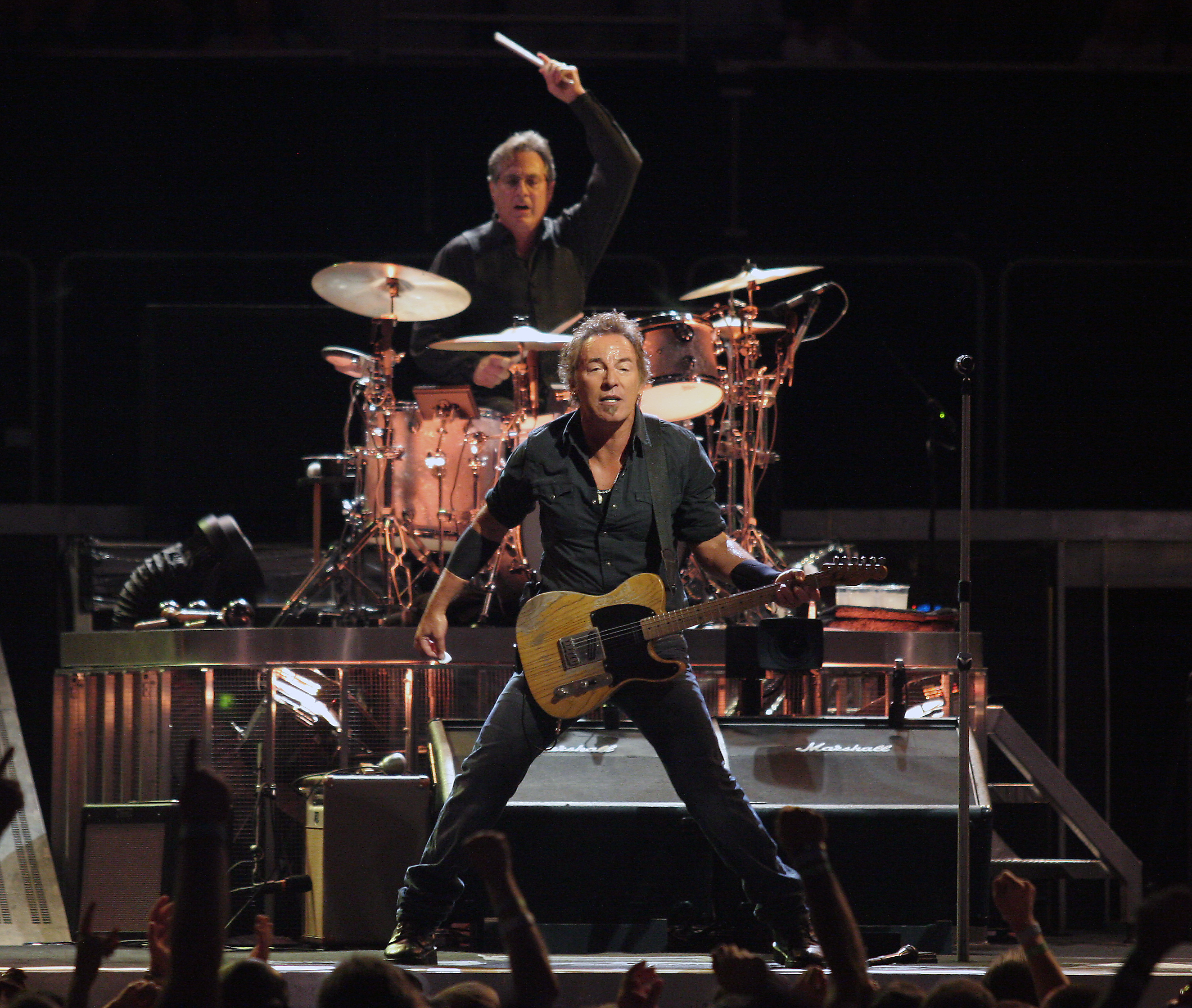
Bruce Springsteen, med Max Weinberg i bakgrunden, under The Magic Tour 2008.

Springsteens första steg mot en egen stil, under 1960-talets slut, togs med Bob Dylan och folkmusikvågen som förebild. Han lanserades också från början som singer/songwriter, den etikett som skivindustrin ville sälja skivor med i kölvattnet av Dylans succéer. Springsteen har hela tiden haft en bärande lyrik som ligger nära Dylans, och berättelsen om hans musikaliska utveckling är berättelsen om hans berättelser, inte om musiken som bär fram dem. Däremot dröjde det två decennier efter skivkontraktet innan han släppte bandet; Springsteen förblev länge i allt väsentligt trogen elektrisk musik och fullstort band. De två första skivornas stundom kaotiska musik ersattes på Born to Run med en enklare, mer slagkraftig R&B. Det var fortfarande lyriken som bar musiken, men den fick här ett helt annat stöd av bandet som då hade fått sin mogna form i och med att Max Weinberg tagit plats och gett slagverket ett annat driv, och i och med att gitarr, saxofon och keyboard drev gemensamt istället för den tidigare friare estetiken. 
Darkness on the Edge of Town och The River renodlade samma musikstil, även om Springsteen hade fått större självförtroende i sitt budskap och framförande. Born to Runs "Magic Rat" och mystiska hjältar på dammiga vägar byttes på Darkness on the Edge of Town mot ett anonymt "jag" som söker mörkret. På The River var självbiografin och förankringen i det liv Springsteen växt upp med helt öppen; "Independence Day" om uppbrottet och brytningen med fadern, och titellåten The River om besvikelse över att drömmar dör med tiden, likaväl som den bejakande Hungry Heart, är alla enkla att förstå och tro på. Born in the USA var på så sätt slutprodukten på den delen av Springsteens karriär - renare linjer, tydligare låtuppbyggnad och mer lättförståeliga (vissa skulle säga banalare) texter. I någon mån var historierna på skivan en aning mer konstruerade men det uppvägdes delvis av att bandet och musiken fortfarande kunde slipas ett steg till.
Nebraska utgjorde, redan innan Born in the USA, en början på Springsteens väg mot en röst efter att han uttömt de historier som växt upp tillsammans med honom. På den akustiska skivan sökte han ett berättarsätt som kunde bära även de historier som var på ett helt annat sätt uppdiktade. The Ghost of Tom Joad var en fortsättning på samma sökande efter en ny röst.
På The Rising behövde Springsteen inte längre dikta, historierna kom återigen spontant ur känslorna efter World Trade Center-attacken. Samtidigt knöt han där ihop sitt ursprungliga berättarsätt med den röst han sökt på Nebraska och Tom Joad. Efter The Rising hade också ett erkännande inför berättarröstens och budskapets vikt blivit tydligare. 2006 släpptes en skiva med Pete Seeger-tolkningar, åtföljt av en turné.

### Springsteen som musiker och scenartist

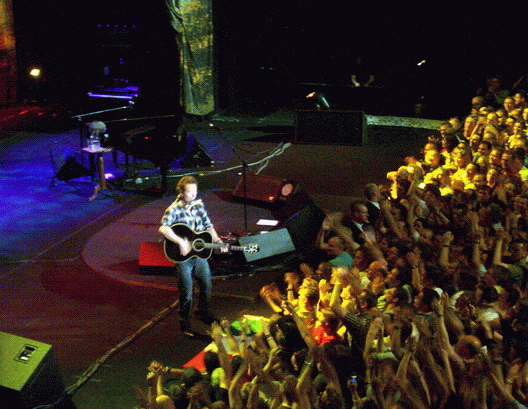
Springsteen ensam på scen med gitarr och munspel under Devils & Dust-turnén 2005.

Springsteen betraktas sällan som någon särskilt driven instrumentalist. De enda instrument han själv använder sig av är gitarr, munspel och ibland piano (undantaget Devils and Dust-turnén, där han spelade åtskilliga andra instrument). Med E Street Band har i allmänhet bandets gitarrister, Steven Van Zandt och Nils Lofgren, större instrumentalt ansvar än Springsteen själv, som koncentrerar sig på sången. Trots det kan man notera att han har en ganska unik gitarrstil, kännetecknad av monotona, drivande solon. Solopartier är dock inte någon viktig del i Springsteens musik, snarare är det arrangerade harmonipartier. Med E Street Band på scen bärs detta i huvudsak av saxofonisten Clarence Clemons och förstegitarristen, i andra hand av keyboard (Roy Bittan, Danny Federici).
Springsteen fick tidigt rykte om sig som extrem live-artist, framför allt genom de långa konserterna. Hans andra framträdande utanför Nordamerika var i Konserthuset i Stockholm på turnén efter Born to Run. Konserten blev snabbt mytomspunnen och många historier berättas om den - en av dem berättar om hur Springsteen som ville ut och göra ett fjärde extranummer stoppades av Max Weinberg som höll upp sina blödande händer. En musikkritiker har reflekterat att om alla som påstår att de var där verkligen hade varit det skulle inte ens tio konserthus ha räckt till.
Ett tidigt framträdande drag i Springsteens konserter var långa monologer eller berättelser, ofta personliga och ofta improviserade och ibland i dialog med publiken.
Från och med Born in the USA-turnén blev Springsteen en av de stora artisterna som så gott som uteslutande framträdde på idrottsarenor utomhus. Senare sökte sig Springsteen själv i någon mån tillbaka till mindre format.
Trots mycket långa turnéer som av nödvändighet går till stor del på rutin har Springsteen vägrat överge idén att varje konsert ska vara unik. Inför Born in the USA-turnén ska bandet ha repeterat in över 100 låtar, och Springsteen själv förberedde sig med intensiv konditions- och styrketräning.
Under The Rising-turnén spelade Springsteen sammanlagt 152 olika låtar, varav endast 8 låtar var gemensamma för samtliga konserter.
Springsteen använder sig aldrig av förband. Istället brukar det spelas vad han själv kallar "Walk-in music" innan konserterna börjar, det vill säga låtar av andra artister som han väljer ut ska spelas. Springsteen själv var 1973 förband åt jazzpopgruppen Chicago där Chicagos team skruvade ner volymen och stängde av videoskärmarna. Resultatet blev att Bruces musik endast hördes som en svag krusning på långt håll. På grund av dessa arbetsförhållanden förklarade han managern Mike Appel att han aldrig mer skulle vara statist i något annat bands superstjärneturné.
Han svor därefter att aldrig göra om det och att aldrig utsätta någon annan för det. Under turnén till "Ghost Of Tom Joad" plattan så använde han sig av artisten John Wesley Harding två gånger som förband, men har också varit allt

### Springsteen som kompositör
Springsteens musik har i viss mån tolkats även av andra musiker. Manfred Mann's Earth Band fick en hit med "Blinded By the Light" (från Springsteens första skiva) 1976. Bandet fick även hits med "For You" och "Spirit in the Night".
Nästa större Springsteenhit av en annan artist blev Patti Smiths inspelning av "Because the Night" på hennes album Easter 1978. Smith och Springsteen skrev låten tillsammans.
1987 fick Joan Jett en hit med "Light of Day".
Efter att Springsteen blivit en megastjärna började allt fler av hans låtar att dyka upp i andra artisters repertoar. En av de mest uppmärksammade covers av Springsteen-låtar hittills blev Johnny Cashs inspelning av "Johnny 99" 1983. Även Pointer Sisters version av "Fire" samt Natalie Coles version av "Pink Cadillac" är bland de mer kända coverversionerna.
Den första hyllningsskivan med bara Springsteen-covers utkom 1985.

## Politik

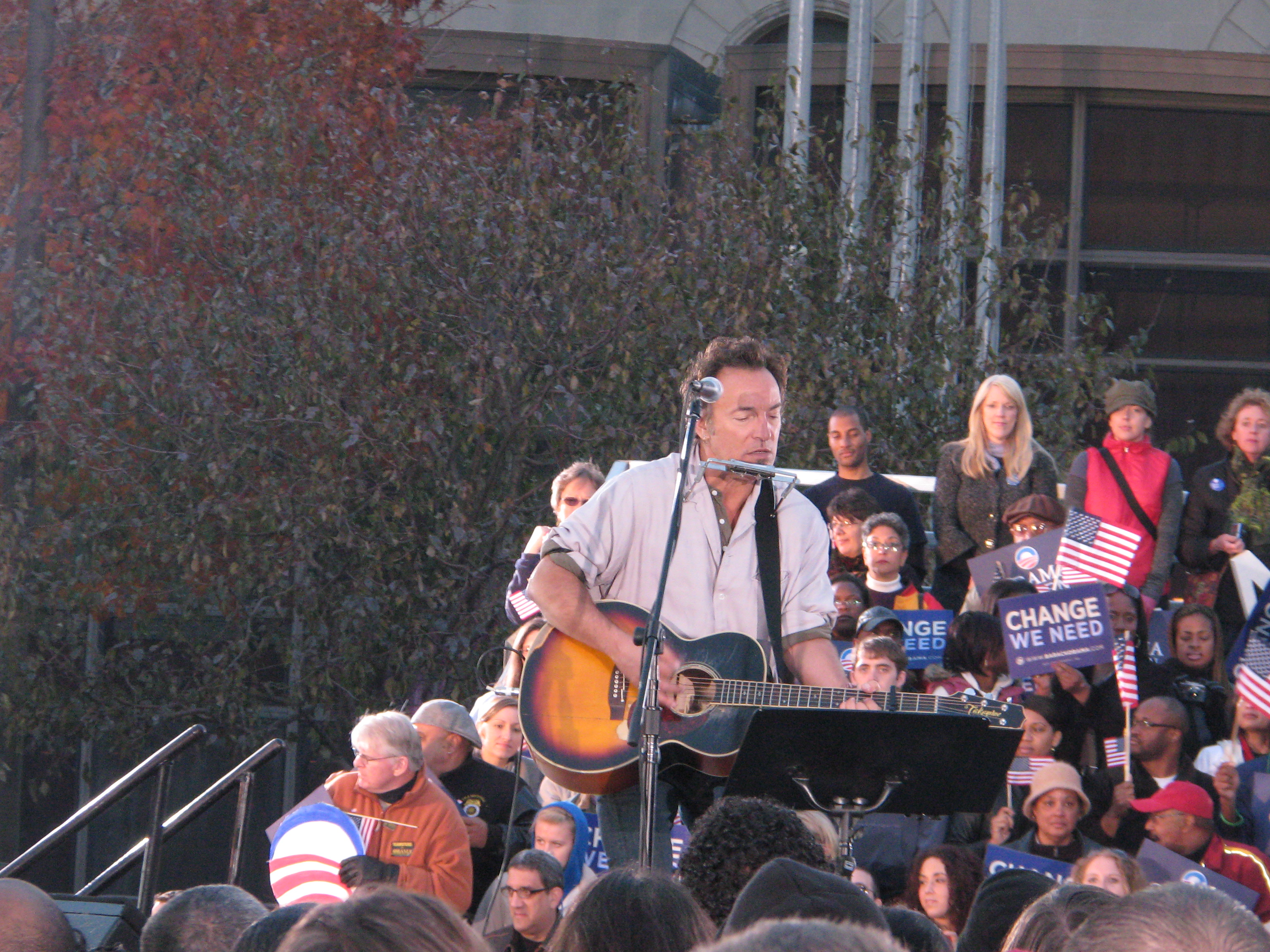
Springsteen under ett valmöte för Barack Obama i Cleveland 2008.

Ronald Reagans försök att utnyttja den otroliga popularitet Springsteen åtnjöt med Born in the USA, och Springsteens åtföljande offentliga dementi av eventuella Reagan-sympatier var inte det första steget i Springsteens omvärldsengagemang, han hade tidigare bland annat engagerat sig på scen i kärnkraftsfrågan. Senare har han allt mer gjort sin röst hörd i olika frågor och tar ofta upp diskussioner på sin webbsida - kontroversen om Dixie Chicks är ett exempel, då Springsteen tog countrygruppen i försvar efter att de blivit hårt kritiserade för ett kritiskt uttalande om USA:s dåvarande president George W. Bush. Inför presidentvalet i USA 2004 tog Springsteen för första gången även officiellt ställning i en valrörelse då han med Vote for Change-turnén försökte förmå folk att rösta mot den sittande presidenten George W. Bush, vilket dock inte hindrade Bush från att gå segrande ur valet.
I samband med orkanen Katrina i augusti 2005 hörde Springsteen till dem som kritiserade Bushs administration för att inte ha agerat i tillräcklig utsträckning. Med The Seeger Sessions Band spelade han in låten "How Can a Poor Man Stand Such Times and Live", ursprungligen skriven efter börskraschen 1929, med tre nyskrivna verser om katastrofen i New Orleans.
I januari 2009 spelade Springsteen på Barack Obamas installation som USA:s president. 
Den 22 juli 2012 spelade Bruce Springsteen tillsammans med Steven Van Zandt vid minneskonserten för offren i terrorattentaten i Norge 2011. Låten som spelades var en akustisk version av "We Shall Overcome".

### Kommersialisering
Någon antikommersiell inställning kan man inte tala om i Springsteens fall, men däremot en klar avsaknad av kommersialisering. Han har konsekvent avstått från att låta filmer använda hans musik som säljande soundtrack. Musiken i Philadelphia och Dead Man Walking är undantag, där musiken är särskilt skriven för filmen. 
En liknande inställning har Springsteen till musikvideo - videon ska helst inte försöka "berätta om" textens budskap på nytt sätt (Springsteen anser att sången är tillräcklig i sig själv), och han vill heller inte lägga in en helt ny handling ovanpå den som finns i själva sången. Därför har Springsteen tämligen konsekvent föredragit liveföreställningar, även om han ursprungligen inte gillade att det var studioversioner av låtarna som hördes, i kontrast med konsertbilderna. I musikvideon till Brilliant Disguise och senare i den prisbelönade Streets of Philadelphia använder Springsteen en teknik särskilt utvecklad med detta i åtanke; det är inspelningen som hörs på skivan som faktiskt visas i videon, inspelad med dold mikrofon.

## Bootlegs och fans

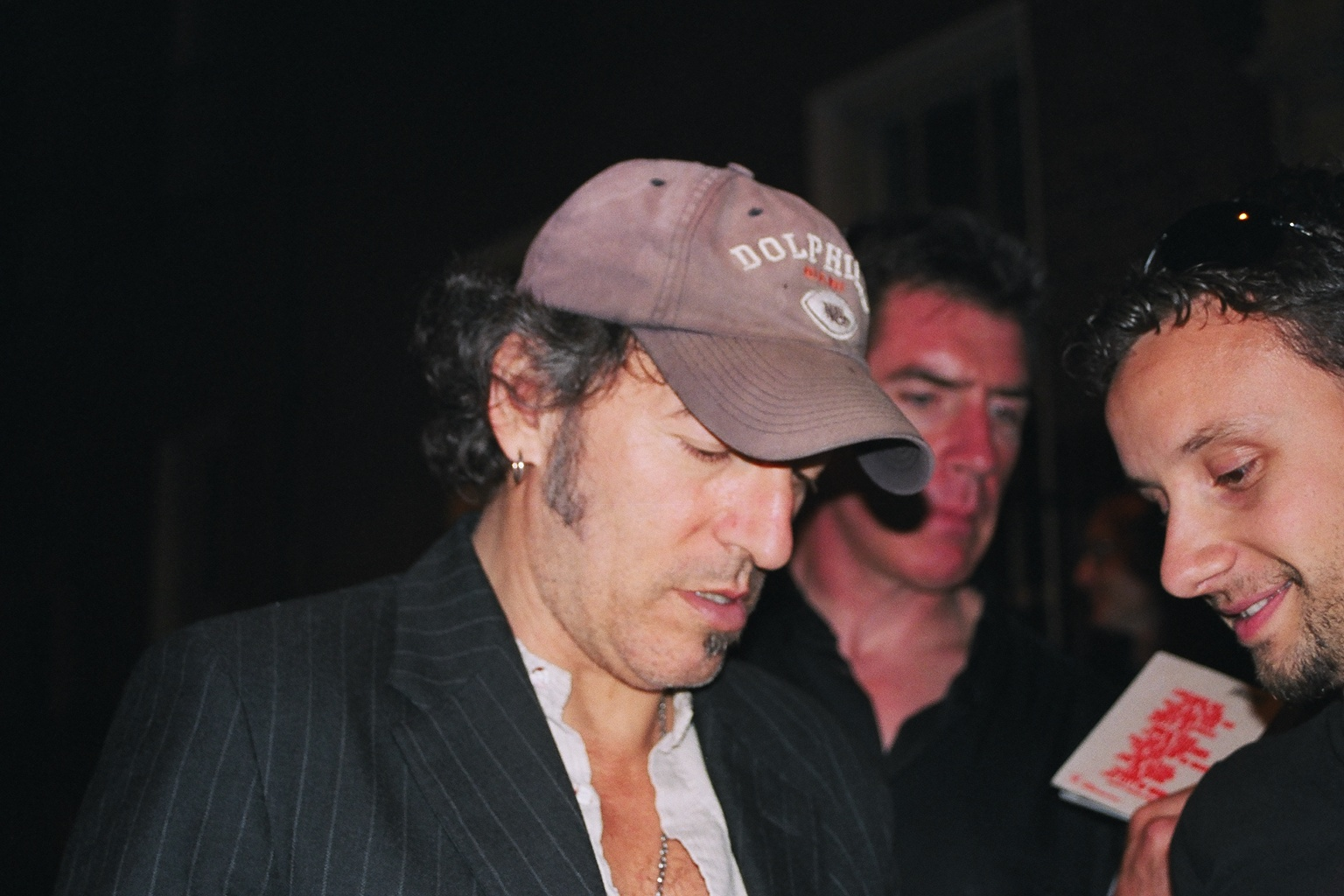
Springsteen tillsammans med fans.

Springsteens fans har hela tiden varit en speciell grupp. Han rör sig inte i några kulturella extremer och friar inte till något mode eller vädjar till tonårsuppror - därför är anhängarna också trogna långt efter att de liksom sin idol uppnått medelåldern. Springsteen har också arbetat hårt för att förtjäna denna aktning, med ovanligt långa konserter (uppemot tre timmar, ibland längre) och långa turnéer.
Ända tills efter Born in the USA fanns inga officiella live-inspelningar att tillgå för fans, vilket sörjdes särskilt eftersom det allmänt ansågs att konserterna var av så hög klass. En stor bootleg-industri växte också upp, där inte bara inspelningar av i stort sett varje konsert kunde köpas, utan ibland också inspelningar av repetitioner eller stulna studioband. När Tracks kom ut var åtskilliga av de "tidigare icke utgivna" låtarna i själva verket välkända bland många fans.

### The Boss
Springsteens smeknamn bland fansen, The Boss (jämför "The King" - Elvis), är väl etablerat. Han hittade själv på smeknamnet då han 1971 tillsammans med bland andra Garry Tallent, Danny Federici och Steve Van Zandt spelade Monopol med hemmagjorda regler som innefattade mutor i form av godis mellan deltagarna. Han gjorde det så framgångsrikt att gav sig själv smeknamnet The Boss. Enligt honom själv är dock den verkliga anledningen till smeknamnet att han var den som efter spelningarna delade ut gaget till de övriga bandmedlemmarna, som därför kallade honom The Boss.
Springsteen själv gillade inte att smeknamnet nådde allmänheten i början på 1970-talet, då han ansåg att endast en mindre krets av band och vänner hade rätt att kalla honom det. Senare i karriären har han accepterat det och smeknamnet förekommer ofta i samband med recensioner och konserter. Han har själv många gånger jämfört sin stjärnstatus med hur han själv som ung såg på Elvis och berättat om sitt och Steve Van Zandts försök att få träffa Elvis.
Fansen har också en särskild gimmick som bara hörs på Springsteen-konserter: publiken ropar unisont ett långt, utdraget "Bru-u-u-u-ce", vilket på en annan konsert skulle tas som buande.

## Utmärkelser

### Grammy
Springsteen har vunnit 18 Grammy Awards
- Bästa manliga rocksångare, 1984, "Dancing in the Dark"
- Bästa manliga rocksångare, 1987, "Tunnel of Love"
- Årets låt, 1994, "Streets of Philadelphia"
- Bästa rocklåt, 1994, "Streets of Philadelphia"
- Bästa manliga rocksångare, 1994, "Streets of Philadelphia"
- Bästa låt för film eller TV, 1994, "Streets of Philadelphia"
- Bästa samtida folkmusikalbum, 1996, The Ghost of Tom Joad
- Bästa rockalbum, 2002, The Rising
- Bästa rocklåt, 2002, "The Rising"
- Bästa manliga rocksångare, 2002, "The Rising"
- Bästa rockgrupp/duo (tillsammans med Warren Zevon), 2003, "Disorder in the House"
- Bästa rocksoloartist, 2004, "Code of Silence"
- Bästa rocksoloartist, 2005, "Devils & Dust"
- Bästa traditionella folkmusikalbum, 2006, The Seeger Sessions: We Shall Overcome
- Bästa långa musikvideo, 2006, "Wings For Wheels: The Making Of Born to Run"
- Bästa rocklåt, 2007, "Radio Nowhere"
- Bästa rocksolosångare, 2007, "Radio Nowhere"
- Bästa instrumentella rockframträdande, 2007, "Once Upon a Time in the West"

### Oscar
- Oscar för bästa sång år 1993 för sången Streets of Philadelphia till filmen Philadelphia
- Oscarnominerad år 1996 för titelmelodin till filmen Dead Man Walking

### Golden Globes
- Har vunnit två Golden Globes för bästa originalsång: 2009 för titelmelodin till The Wrestler och 1994 för titelmelodin till Philadelphia[57]

### Övriga utmärkelser
- Polarpriset år 1997[58]
- Invald i Rock and Roll Hall of Fame 1999.
- Invald i Songwriters Hall of Fame, 1999
- 2002 utsåg New Jersey State "Born to Run" till inofficiell låt för ungdomar i New Jersey[59]
- Dvärgplaneten 23990, som upptäcktes 4 september 1999 av I. P. Griffin från Auckland, New Zealand, namngavs efter Bruce Springsteen[60]
- Flaggor i New Jerseys Continental Airlines Arena som hedrar Springsteens 15 utsålda konserter 1999
- Flaggor i Philadelphias Wachovia Center i Philadelphia Flyers färger som hedrar Springsteens 41 utsålda konserter.
- Rankad som nummer 23 på Rolling Stones lista över de 100 bästa artisterna genom tiderna[61], 2004.
- Invald i New Jersey Hall of Fame 2008[62]

## Diskografi

### Studioalbum
- Greetings from Asbury Park, N.J. (1973)
- The Wild, the Innocent & the E Street Shuffle (1973)
- Born to Run (1975)
- Darkness on the Edge of Town (1978)
- The River (1980)
- Nebraska (1982)
- Born in the U.S.A. (1984)
- Tunnel of Love (1987)
- Human Touch (1992)
- Lucky Town (1992)
- The Ghost of Tom Joad (1995)
- The Rising (2002)
- Devils & Dust (2005)
- We Shall Overcome: The Seeger Sessions (2006)
- Magic (2007)
- Working on a Dream (2009)
- Wrecking Ball (2012)
- High Hopes (2014)
- Western Stars (2019)
- Letter to You (2020)
- Only the Strong Survive (2022)

### Livealbum
- Bruce Springsteen & E Street Band Live 1975-1985 (1986)
- In Concert/MTV Plugged (1993)
- Live in New York City (2001)
- Hammersmith Odeon, London '75 (2006)
- Live in Dublin (2007)

Dessutom ger Bruce Springsteen sedan några år regelbundet ut liveinspelningar som spänner över hela karriären. 

### Samlingsalbum
- Greatest Hits (1995)
- Tracks (1998)
- 18 Tracks (1999)
- The Essential Bruce Springsteen (2003)
- Greatest Hits (2009)
- The Promise (2010)
- Collection: 1973-2012 (2013)

### Singel
- Chimes of Freedom (1988)
- Lucky Town Live (1993)

### Video/dvd
- Video Anthology 1978-1988 (1989)
- Blood Brothers (1996)
- The Complete Video Anthology: 1978-2000 (2000)
- Live in New York City (2001)
- Live in Barcelona (2003)
- In Concert MTV Plugged (2004)
- Storyteller (2005)
- Live from Hammersmith Odeon, London (2005)
- Live in Dublin (2007)
- LONDON CALLING: Live in Hyde Park (2009)
- The Promise: The Darkness on the Edge of Town (2010)

## Turnéer
| Turné                        | År        | Länder | Städer | Konserter | Låtar |
| ---------------------------- | --------- | ------ | ------ | --------- | ----- |
| Born to Run                  | 1975      | 5      | 50     | 83        | 46    |
| Darkness on the Edge of Town | 1978-1979 | 2      | 64     | 90        | 74    |
| The River                    | 1980-1981 | 12     | 75     | 138       | 82    |
| Born in the USA              | 1984-1985 | 11     | 65     | 156       | 86    |
| Tunnel of Love               | 1988      | 12     | 40     | 67        | 62    |
| Amnesty                      | 1988      | 15     | 19     | 20        | 28    |
| Human Touch                  | 1992-1993 | 15     | 63     | 106       | 98    |
| The Ghost of Tom Joad        | 1996-1997 | 19     | 95     | 128       | 79    |
| Reunion                      | 1999-2000 | 15     | 72     | 133       | 113   |
| The Rising                   | 2002-2003 | 17     | 82     | 120       | 152   |
| Devils & Dust                | 2005      | 12     | 42     | 44        | 104   |
| The Seeger Sessions Tour     | 2006      | 12     | 55     | 62        | 81    |
| The Magic Tour               | 2007-2008 | 14     | 86     | 103       | 167   |
| The Working on a Dream Tour  | 2009      | 15     | 61     | 83        | 189   |
| Wrecking ball Tour           | 2012-2013 |        |        |           |       |
| The River Tour               | 2016-2017 |        |        |           |       |

1. ↑  Antal olika låtar som Springsteen har spelat under turnéerna.[63]
2. ↑  [64]Spellistor saknas för en del konserter, varför antalet är osäkert.